# Amy Spanger
Amy Spanger, (Newbury, Massachusetts; 24 de agosto de 1971) es una actriz, cantante y bailarina estadounidense.

## BiografÍa
Hizo su estreno en Broadway en 1995 en el musical Sunset Boulevard, después de más de un año en Broadway hizo una gira nacional con el musical Jekyll & Hyde. Ella también ha aparecido en Broadway en la reposición de Kiss Me, Kate, en la que interpretaba el papel de Lois Lane (Bianca), en Chicago actuó como Roxie Hart y en Urinetown como Hope Cladwell. En 2006 se originó el papel de Holly en The Wedding Singer.
Spanger también apareció en la gira nacional de las obras Rent y Chicago. Ella había interpretado el papel de Susan en la producción off-Broadway del musical de Jonathan Larson tic, tic... BOOM!. Otros papeles interpretados son: Lunch, R Shomon y Feeling Electric, que más tarde se convirtió en Next to Normal, la que coprotagonizó con el actor Anthony Rapp.
Ella había interpretado el papel de Sherrie en el musical de Broadway Rock of Ages, pero tomó un descanso prolongado de la producción a principios de junio de 2009 para finalmente abandonar la producción el 29 de junio por "razones personales".

## En televisión
Sus personajes en televisión incluyen: Ed, Mr. Penguin Man Does the Dance Dance, Egg: The Arts Show, y en Six Feet Under. También protagonizó la película musical Reefer Madness como Sally.